# Шамбли (Џорџија)
Шамбли (енгл. Chamblee) град је у америчкој савезној држави Џорџија. По попису становништва из 2010. у њему је живело 9.892 становника.

## Демографија
Према попису становништва из 2010. у граду је живело 9.892 становника, што је 340 (3,6%) становника више него 2000. године.
| Група             | 2000.         | 2010.         |
| Белци             | 2.285 (23,9%) | 2.587 (26,2%) |
| Афроамериканци    | 354 (3,7%)    | 697 (7,0%)    |
| Азијати           | 1.335 (14,0%) | 795 (8,0%)    |
| Хиспаноамериканци | 5.384 (56,4%) | 5.782 (58,5%) |
| Укупно            | 9.552         | 9.892         |